# Studierendenwerk Thüringen

Logo seit 2016

Logo bis 12. Juli 2016

Das Studierendenwerk (STW) Thüringen (bis 12. Juli 2016 Studentenwerk Thüringen) ist für insgesamt rund 50.500 Studierende an den zehn Hochschulen in Thüringen zuständig. Es entstand 2006 durch die gesetzlich vorgeschriebene Fusion der beiden Studentenwerke Erfurt-Ilmenau und Jena-Weimar.

## Geschichte
Die ersten Ansätze der studentischen Selbsthilfe in Thüringen gab es 1921 mit der Gründung des Vereins „Jenaer Studentenhilfe“. Zu DDR-Zeiten war die Universität für soziale Belange Studierender zuständig. Erst 1990 wurde die Gründung des Studentenwerks Thüringen beschlossen. Dieses wurde bereits 1991 in die Studentenwerke Erfurt (zudem bis zur Schließung 1992 zuständig für den Studienort Mühlhausen), Ilmenau (zudem zuständig für den Studienort Schmalkalden), Jena und Weimar aufgesplittet. Im Jahre 1997 wurden die vier Studentenwerke durch die Studentenwerke Erfurt-Ilmenau (Erfurt, Ilmenau, Schmalkalden, Nordhausen und Eisenach) und Jena-Weimar (Jena, Weimar und Gera) ersetzt.
Das Studentenwerk Thüringen wurde am 31. Dezember 2006 durch die Eingliederung des Studentenwerks Jena-Weimar und die Umbenennung des Studentenwerks Erfurt-Ilmenau auf Basis des Haushaltsbegleitgesetzes 2006/2007 gegründet. Mit 50.000 Studierenden gehört es nun zu den studentenreichsten Studentenwerken Deutschlands.
Bereits im Koalitionsvertrag 2014 wurde versprochen, „Studentenwerk“ durch „Studierendenwerk“ zu ersetzen. Mit Inkrafttreten der Novellierung des Thüringer Studentenwerksgesetzes am 12. Juli 2016 wurde die Umbenennung gesetzlich geregelt. Nach Informationen der Landesregierung kostet die Umbenennung bislang rund 32.000 €.

## Dienstleistungen
Das Studierendenwerk Thüringen sorgt mit den typischen Studentenwerksdienstleistungen für Wohnraumvermietung in Studentenwohnheimen, Hochschulgastronomie (Mensen) und Durchführung des Bundesausbildungsförderungsgesetzes dafür, dass an den Hochschulen außer den wissenschaftlichen auch die alltagspraktischen Bedürfnisse der Studierenden erfüllt werden. Es vermietet mehr als 7.500 Wohnplätze in 67 Wohnanlagen, unter anderem in dem Studentenwohnheim Jakobsplan in Weimar, und betreibt acht Kindertagesstätten in fünf verschiedenen Hochschulstandorten. Zudem bietet es Beratungsleistungen, unterstützt bei finanziellen Härtefällen und fördert studentische Kultur (unter anderem Studentenclubs).
Eine weitere wichtige Aufgabe des Studierendenwerks sind Vereinbarungen über die Thüringer Semestertickets, die Bestandteil des Semesterbeitrages sind. Während an allen Hochschulstandorten der Anteil für das SPNV-Ticket zu zahlen ist, werden lokale ÖPNV-Tickets nicht in Schmalkalden, Ilmenau und Eisenach angeboten. An einigen Standorten existiert ein zusätzliches, drittes Angebot für die Nutzung des VMT. Dieses Modell weicht aus historischen Gründen vom sonst üblichen Modell ab, bei dem Semestertickets von den Studierendenschaften verhandelt und ausgegeben werden. Allerdings besteht eine Selbstbindung des Verwaltungsrates an entsprechende Voten der Studierendenschaften vorm Abschluss derartiger Vereinbarungen.
Zudem erbringt es für die Mitarbeiter der Hochschulen weitere Dienstleistungen, vor allem in den Bereichen Gastronomie und Kinderbetreuung.

## Organisation und Finanzierung
Das Studierendenwerk ist eine Anstalt des öffentlichen Rechts; es ist also eine eigenständige, organisatorisch selbständige Einrichtung. Der Sitz befindet sich in Jena, wo auch große Teile der in sechs Abteilungen gegliederten Verwaltung zu finden sind. Die Aufgaben des Studentenwerks Thüringen sind im Thüringer Studierendenwerksgesetz (bis 12. Juli 2016 Thüringer Studentenwerksgesetz) geregelt. Weitere Aufgaben und die Kostenerstattung aus dem Vollzug des BAföG ergeben sich aus dem Thüringer Ausführungsgesetz zum BAföG.
Organe des Studierendenwerks sind neben dem Geschäftsführer Torsten Schubert der paritätisch aus Studierenden und anderen Personen zusammengesetzte Verwaltungsrat, dem momentan vier von der Landesstudierendenvertretung KTS gewählte Studierende, vier von der Thüringer LRK gewählte Rektoren sowie ein bis zwei Vertreter aus Bereichen außerhalb der Hochschulen angehören. Ergänzend zu den externen Mitgliedern wählt die KTS weitere Studierende, so dass die Parität wiederhergestellt wird. Der Geschäftsführer des Studierendenwerks ist dem Verwaltungsrat rechenschaftspflichtig. Im Gegensatz zur z. B. sächsischen Regelung kann in Thüringen aufgrund § 8 Abs. 3 ThürStudWG nur ein Rektor zum Verwaltungsratsvorsitzenden gewählt werden.
Das Studierendenwerk Thüringen ist für die Universitäten des Landes in Ilmenau, Jena, Erfurt und Weimar; für die Fachhochschulen Jena, Erfurt, Nordhausen und Schmalkalden sowie für die Musikhochschule Weimar zuständig. Zudem bietet es ein vermindertes Angebot an den Standorten der Dualen Hochschule Gera-Eisenach an und unterhält in Siegmundsburg am Rennsteig ein Tagungshaus.
Als Anstalt des öffentlichen Rechts erhält es aufgrund einer gesetzlichen Regelung und einer Ziel- und Leistungsvereinbarung aus dem Jahr 2016 momentan etwa fünf Millionen Euro Jahreszuschuss aus Steuermitteln. Aktuell wird über eine Anpassung dieser Finanzhilfe an die gestiegenen Kosten diskutiert. Für 2016 und 2017 sind vom Freistaat zusätzliche Mittel in Höhe von 1,7 Millionen Euro zugesagt worden. Ein weiterer Teil der Studierendenwerksfinanzierung stammt aus einer Pflichtbeitrag („Sozialbeitrag“) der Studierenden, der an allen Hochschulen und an der Berufsakademie 55 Euro pro Semester und ab dem Sommersemester 2017 58 Euro beträgt und vor allem für die Stützung der Essenspreise und im Bereich Soziales und Kultur verwendet wird. Den größten Anteil der Einnahmen erwirtschaftet das Studierendenwerk durch Einnahmen der Gastronomiebetriebe oder aus Mieten selbst. Im Jahr 2015 waren Erträge von ca. 52 Millionen Euro geplant und nach Stellenplan 541 Personen beschäftigt.
Das Studierendenwerk Thüringen ist Mitglied des Deutschen Studierendenwerks (DSW) und unterhält seit Mai 2008 eine Partnerschaft mit dem CROUS Amiens-Picardie, einem französischen Studentenwerk.